# Liste bedeutender Wohnstätten Arthur Schopenhauers und seiner Vorfahren

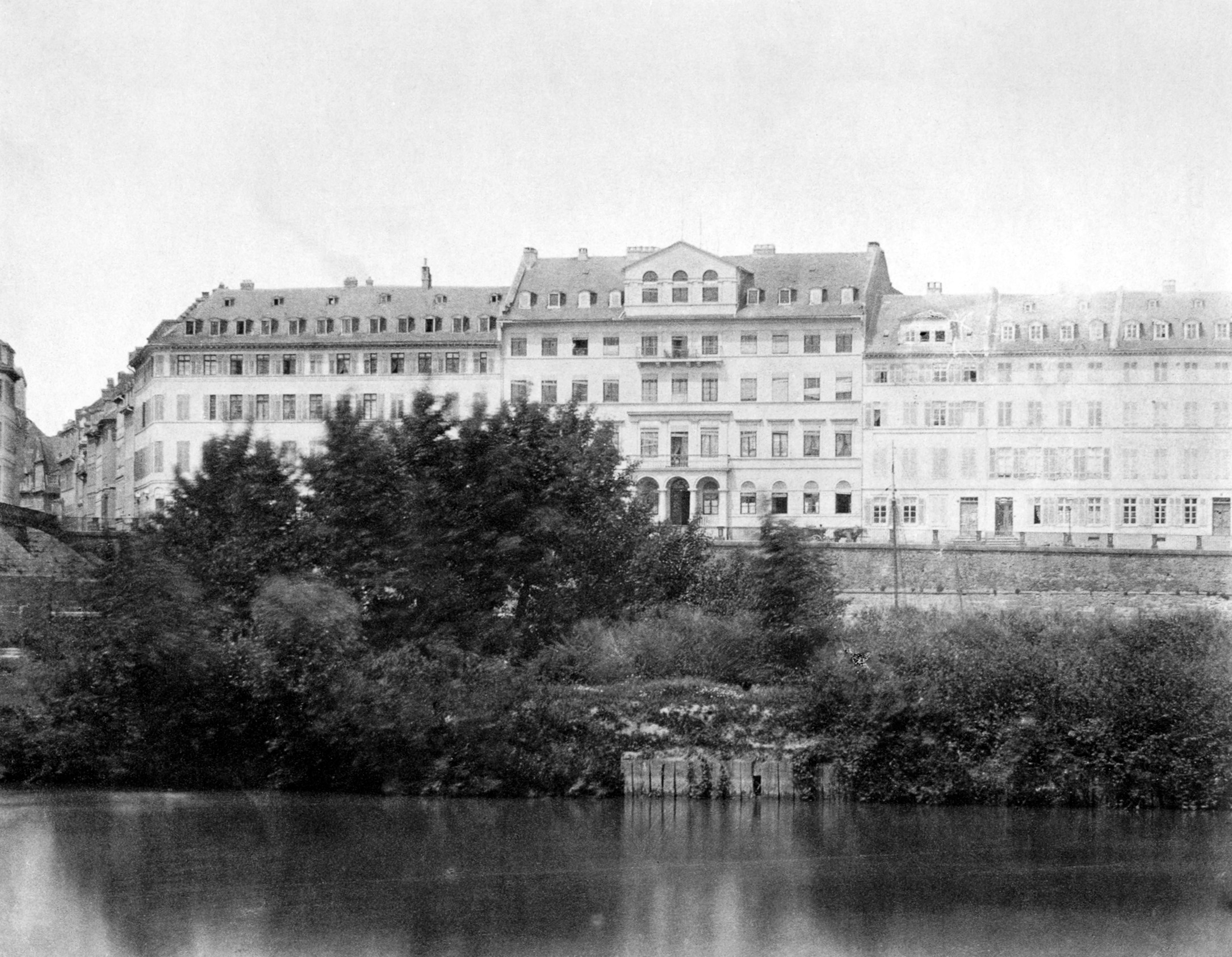
Schopenhauerhaus Schöne Aussicht 16 (Mitte) und Schöne Aussicht 17 (Links) in Frankfurt am Main, Ansicht von Sachsenhausen aus

Diese Liste  enthält die meisten Gebäude, in denen der Philosoph Arthur Schopenhauer und dessen Familienmitglieder wohnten. Diese befanden sich in Danzig, Hamburg, Weimar, Göttingen, Berlin, Dresden, München, Mannheim, Frankfurt am Main und in anderen Orten.
Die meisten Häuser gibt es nicht mehr. Das Gebäude Theaterplatz 1 a in Weimar ist erhalten, die Geburtshäuser von Johanna und Arthur Schopenhauer in Danzig wurden wieder aufgebaut. Das Grab von Arthur Schopenhauer befindet sich in Frankfurt am Main. Es wurden zahlreiche Straßen nach ihm benannt, und es gibt einige Denkmäler.

## Danzig

### Heilige-Geist-Gasse 114

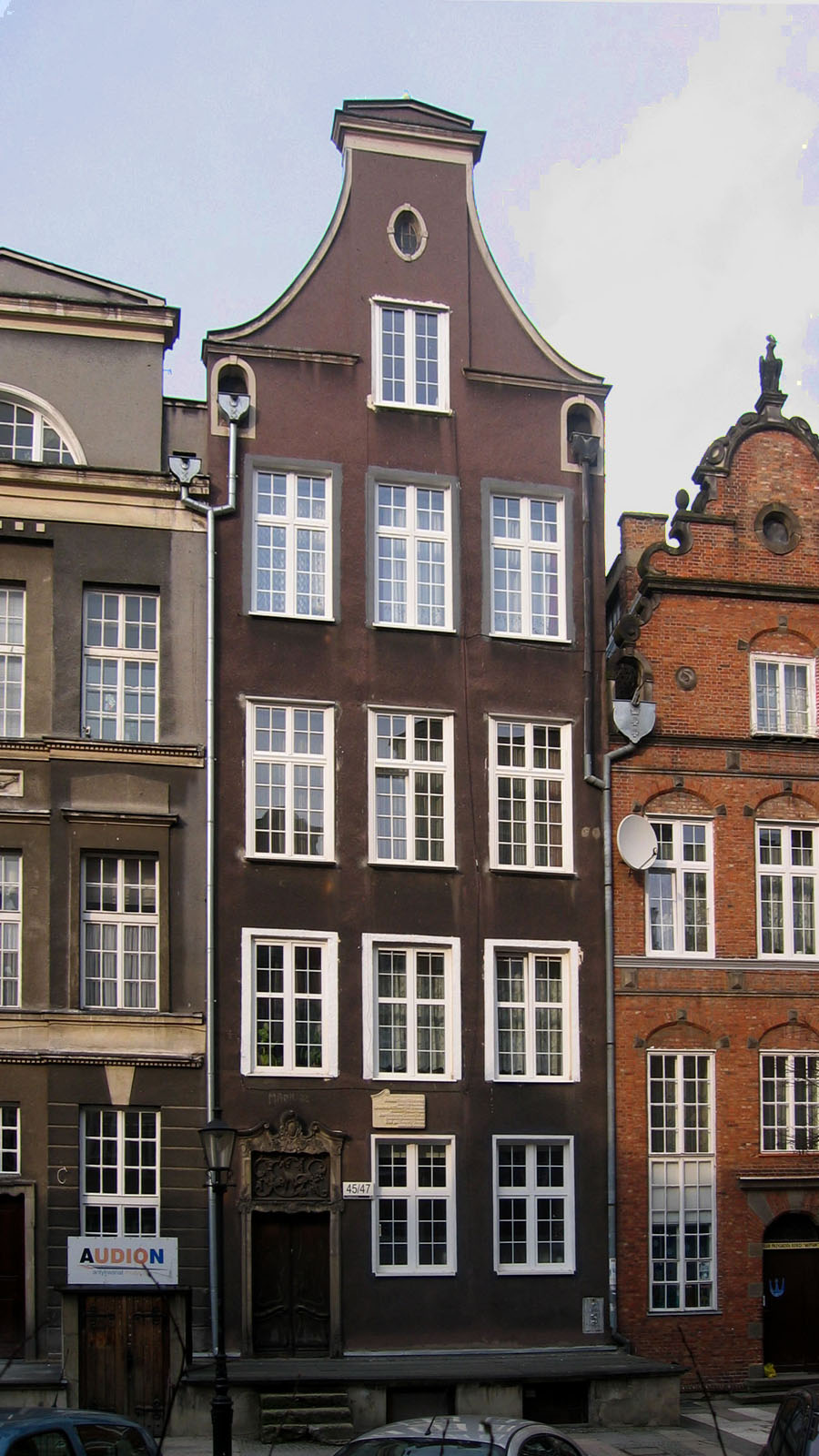
Schopenhauerhaus in Danzig, Nachbau

Im Wohnhaus Heilige-Geist-Gasse 114 (heute ul. św. Ducha 47) wurde Arthur Schopenhauer 1788 geboren.
Das Gebäude war spätestens 1784 in den Besitz seines Vaters Heinrich Floris Schopenhauer gekommen. 
1793 wurde es verkauft und die Familie zog nach Hamburg.
Anfang des 20. Jahrhunderts befand sich dort ein Schuhgeschäft Krefft.
1944/45 wurde das Gebäude beschädigt und danach in ähnlicher Form neu gebaut. Eine Gedenktafel erinnert an seine Geschichte.

### Heilige-Geist-Gasse 81

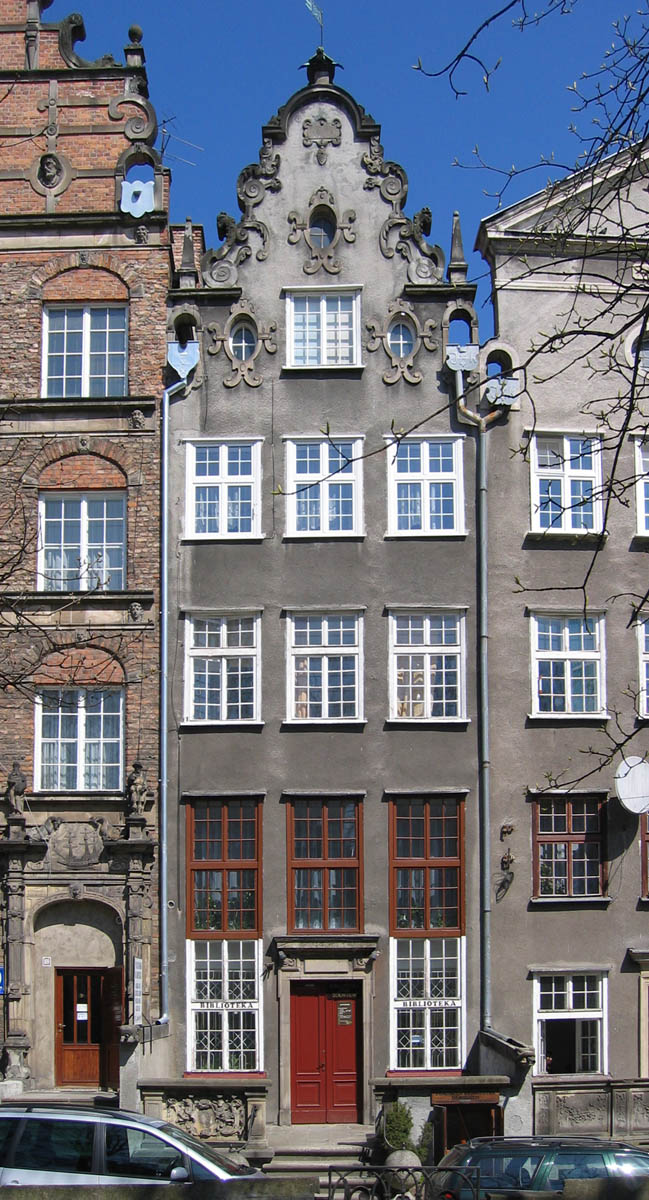
Schildkrötenhaus in Danzig

Im Wohnhaus Heilige-Geist-Gasse 81 (heute ul. św. Ducha 111) wurde Johanna Trosiener, die Mutter von Arthur Schopenhauer, geboren.
Das Schildkrötenhaus, so genannt wegen einer Schildkröte im Giebel, wurde 1944/45 ebenfalls beschädigt und danach wieder aufgebaut. Heute befindet sich dort eine Bibliothek mit Veranstaltungsbereich.

## Hamburg

### Neuer Weg 76

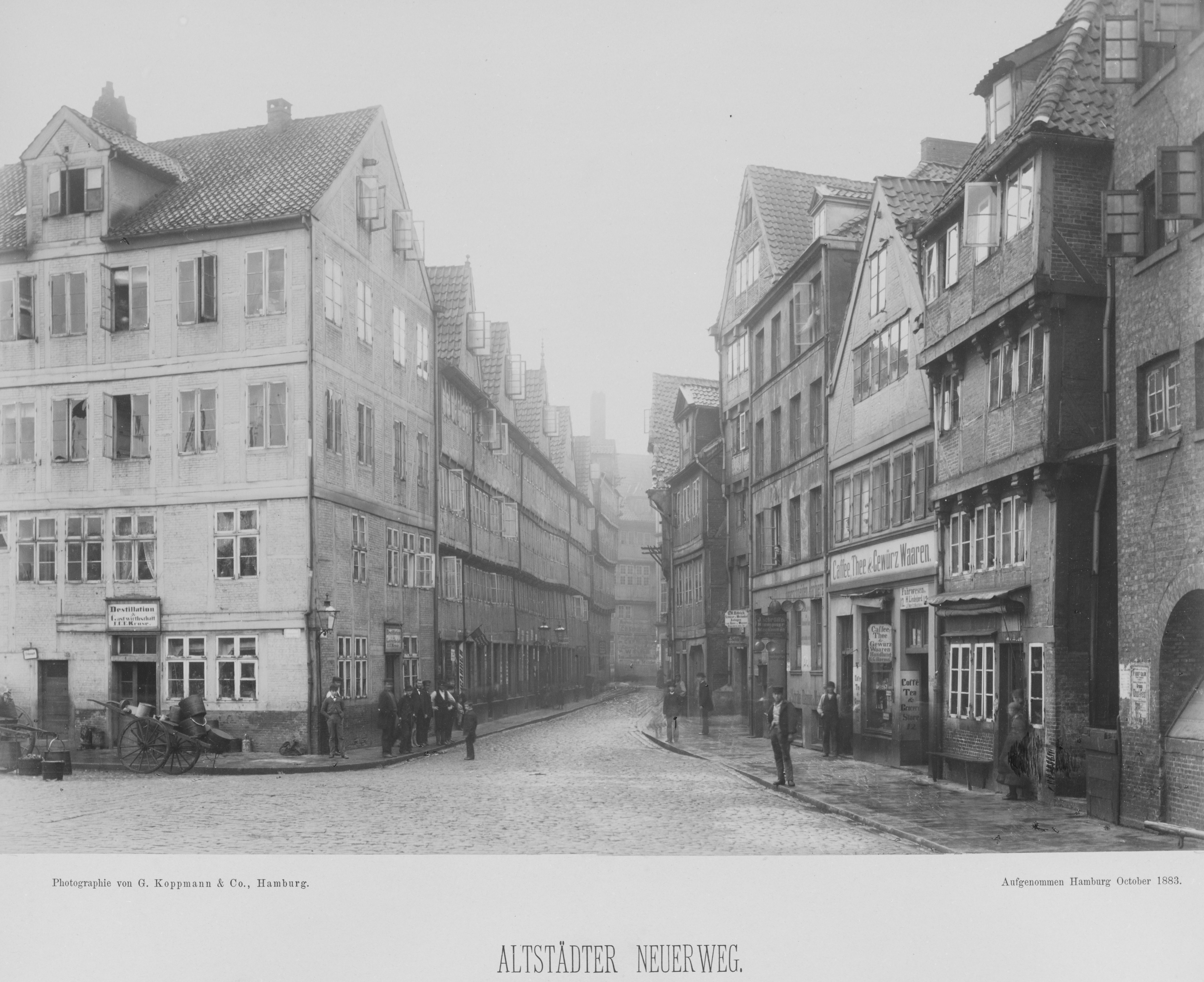
Altstädter Neuerweg 1883 kurz vor dem Abriss

Die Familie bezog 1793 das Haus im Altstädter Neuerweg 76.
Die Straße wurde um 1890 abgerissen.

### Neuer Wandrahm 92

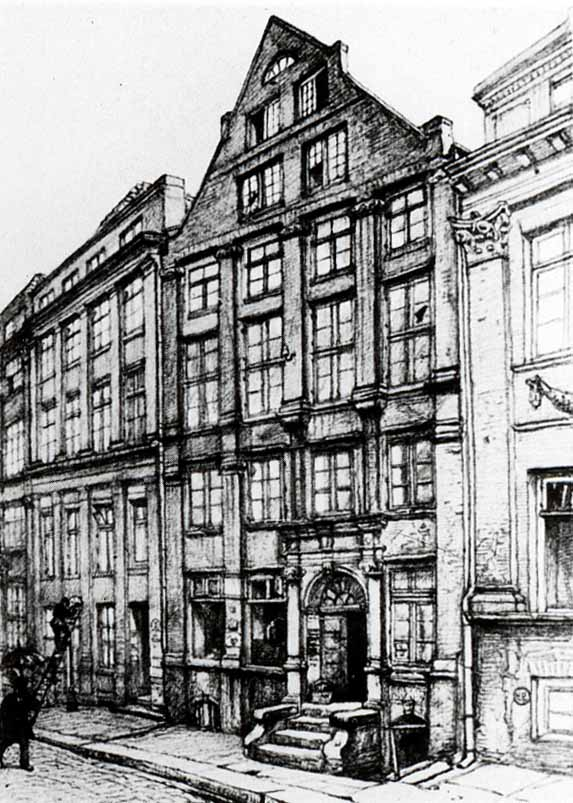
Gegenüberliegende Straßenseite Neuer Wandrahm

1796 erwarb die Familie ein größeres Haus in der Straße Neuer Wandrahm 92, die bei Kaufleuten eine beliebte Wohngegend war. Dort waren auch die Geschäfts- und Lagerräume, an der Rückseite floss ein Kanal (Fleet) für den Warenverkehr. 1797 wurde hier die Tochter Adele geboren.
Das Ehepaar Heinrich und Johanna Schopenhauer verkehrte in den angesehensten Kreisen Hamburgs, es hatte gute Kontakte zum Großkaufmann Georg Heinrich Sieveking, dem Gelehrten Johann Albert Heinrich Reimarus, dem Dichter Friedrich Gottlieb Klopstock, dem Maler Wilhelm Tischbein und anderen.
Der junge Arthur wurde einige Male auf längere Auslandsreisen mitgenommen. Ab 1799 besuchte er die Privatschule von Dr. Runge in Hamburg. 1805 begann er eine Kaufmannslehre bei dem Senator Martin Jenisch. In diesem Jahr verunglückte der Vater Heinrich Floris Schopenhauer am Haus, wahrscheinlich durch Suizid. Die Mutter verkaufte daraufhin das Gebäude.
Ende des 19. Jahrhunderts wurde die Straße für den Bau der Speicherstadt abgerissen.

### Kohlhöfen 87
Die Familie bezog noch 1805 eine Wohnung in Kohlhöfen 87 (später Nr. 29). Dort bereitete die Mutter Johanna den Umzug für sich und die Tochter Adele nach Weimar vor, der 1806 erfolgte.
Das Haus wurde um 1890 durch einen Neubau ersetzt.

### Haus Willink
Der 18-jährige Arthur blieb in Hamburg und setzte seine Kaufmannslehre fort. Er wohnte in dieser Zeit bei dem Akkuranzmakler Gysbert Willink, einem früheren Geschäftspartner des Vaters.
Im April 1807 erhielt er endlich von der Mutter die Erlaubnis, die Lehre abzubrechen und eine wissenschaftliche Laufbahn zu beginnen. Dafür zog er zunächst nach Gotha.

## Le Havre
Ab 1797 lebte der 9-jährige Arthur Schopenhauer in Le Havre in Frankreich bei Grégoire de Blésimaire, einem Geschäftsfreund des Vaters, und dessen Sohn Anthim. Dort verbesserte er seine Sprachkenntnisse und wurde mit Kultur und Literatur (Voltaire) des Landes vertraut gemacht. Später schrieb er einmal, dies seien die schönsten Jahre seiner Kindheit gewesen. 1799 kehrte er nach Hamburg zurück.

## Gotha

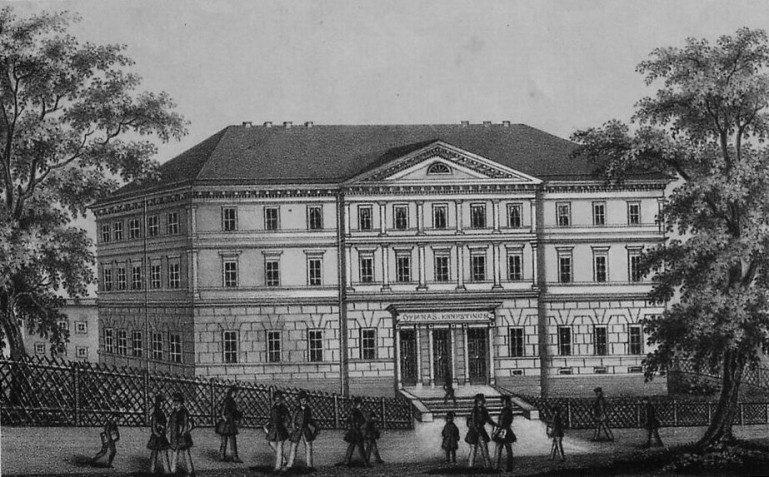
Gymnasium illustre in Gotha

Von Juni bis Dezember 1807 besuchte Arthur Schopenhauer das Gymnasium Illustre in Gotha. Er wohnte bei dem Philologieprofessor Karl Gotthold Lenz zur Pension.
Wegen eines Spottgedichtes musste er im Dezember die Stadt verlassen und zog nach Weimar.

## Weimar

### Wohnung Arthur Schopenhauer
In Weimar bewohnte Arthur Schopenhauer ab Dezember 1807 eine kleine Wohnung. Von dort aus besuchte er regelmäßig seine Mutter, die vorher darauf bestanden hatte, dass er getrennt von ihr wohne.
Er besuchte das Gymnasium und begann einen intensiven geistigen Austausch mit dem Erfolgsautor Zacharias Werner. Anfang 1809 bekam er seinen Anteil des väterlichen Erbes nach Erreichen der Volljährigkeit ausgezahlt. Schopenhauer beendete das Gymnasium und ging zum Studium nach Göttingen.

### Schillerstraße 10
Ab 1806 wohnte Johanna Schopenhauer mit der Tochter Adele im Haus der Hofrätin Ludecus an der Esplanade (an der Stelle des heutigen Hauses Schillerstraße 10).
Dort begegnete sie bald Johann Wolfgang von Goethe, zu dem sie seitdem regelmäßigen Kontakt hatte.
Sie empfing als erste dessen neu verheiratete Frau Christiane Vulpius, die bis dahin von der Gesellschaft wegen ihres niedrigeren Standes gemieden worden war.
Johanna Schopenhauer baute einen literarischen Salon auf, der zum ersten gesellschaftlichen Treffpunkt der Weimarer außerhalb des Hofes wurde. Dazu gehörten der Kunstkritiker Carl Ludwig Fernow, der Verleger Friedrich Justin Bertuch und dessen Sohn Carl, Friedrich Wilhelm Riemer, der Maler Heinrich Meyer, der Dichter Christoph Martin Wieland und andere. Im Frühjahr 1811 hatte der Sohn Arthur Schopenhauer eine Begegnung mit diesem während seines Besuchs in den Osterferien in Weimar. Auswärtige Gäste im Salon waren die Schriftstellerin Bettina von Arnim, die Philosophen August Wilhelm und Friedrich Schlegel, Hermann Pückler-Muskau, der Schriftsteller Zacharias Werner und andere.

### Theaterplatz 1 a

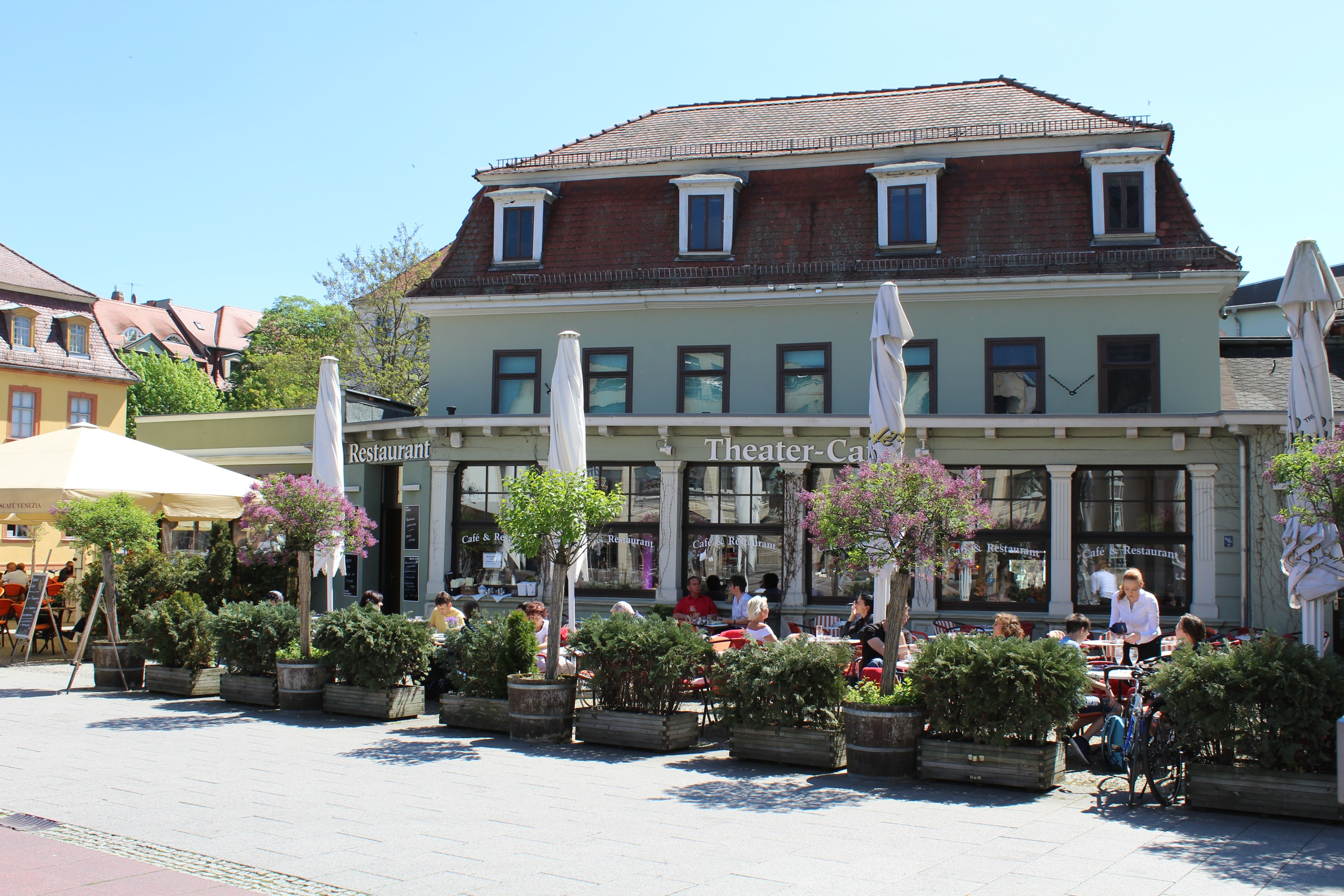
Theaterplatz 1a

Ab 1813 lebte Johanna Schopenhauer im Haus Theaterplatz 1a, einem Anbau an einen Barockbau von 1784 in der Nähe des Theaters. Dort wohnten auch die Tochter Adele und der Freund Georg Friedrich von Gerstenbergk. Johanna Schopenhauer setzte dort ihren Salon fort.
Im Frühjahr 1813 wohnte der Sohn Arthur kurze Zeit bei ihr und zog dann nach Rudolstadt. Im November kehrte er zurück und hatte mehrere Begegnungen mit Goethe. Der Orientalist Friedrich Majer machte ihn mit der altindischen Philosophie vertraut. Im Mai 1814 überwarf der Sohn sich völlig mit der Mutter und ging nach Dresden. 1819 kehrte er wegen der Pleite des Bankhauses Muhl kurz nach Weimar zurück.
Johanna Schopenhauer und die Tochter Adele wechselten 1829 nach Unkel und Bonn am Rhein.
Das Gebäude ist erhalten. Darin befindet sich heute ein Restaurant (Theater-Café).

## Göttingen
1809 kam Arthur Schopenhauer zum Studium nach Göttingen. Er wohnte dort in einer kleinen möblierten Wohnung.
Schopenhauer hörte vor allem naturwissenschaftliche Vorlesungen der verschiedensten Fachrichtungen und gelangte schließlich zum Philosophen Gottlob Ernst Schulze, der ihn mit Immanuel Kant und Platon bekannt machte und ihm damit letztendlich seinen weiteren philosophischen Weg wies.
1811 wechselte Schopenhauer an die neue Universität nach Berlin.

## Berlin

### 1811 bis 1813
Ab 1811 studierte Arthur Schopenhauer in Berlin an der neu eröffneten Humboldt-Universität. Er hörte Vorlesungen von Johann Gottlieb Fichte und Friedrich Schleiermacher, wobei sich seine Bewunderung für diese in Verachtung wandelte. Er schätzte dagegen den Altphilologen Friedrich August Wolf, bei dem er mehrere Veranstaltungen über altgriechische Literatur hörte und der ihn unterstützte.
Im Frühjahr 1813 verließ Schopenhauer die Stadt wegen der drohenden Kriegsgefahr und ging zurück zur Mutter nach Weimar.

### 1820 bis 1822
Im März 1820 kam Schopenhauer wieder nach Berlin und hielt dort seine Antrittsvorlesung in der Universität. Seine darauffolgenden regelmäßigen Veranstaltungen legte er absichtlich auf die gleiche Zeit wie die von Hegel, was zu niedrigen Zuhörerzahlen führte.

#### Letzte Straße 34
Ab Mitte März 1820 wohnte Arthur Schopenhauer in einer kleinen möblierten Wohnung in der Letzten Straße 34 (heute Dorotheenstraße 83).
Das historische Haus gibt es nicht mehr.

#### Kronenstraße 55
Danach wohnte er kurz in der Kronenstraße 55.
Das Haus existiert nicht mehr.

#### Niederlagwallstraße 4
Ab Mai oder Oktober 1820 bewohnte Arthur Schopenhauer zwei Zimmer in der Niederlagwallstraße 4 (später Niederlagstraße 4.). Dort warf er am 12. August 1821 die Zimmernachbarin Marquet aus dem Entrée, wo sie sich lautstark mit zwei Mägden unterhalten hatte. Da sie seitdem angeblich ein Zittern im Arm hatte, wurde er nach langen Prozessen zu Schmerzensgeld und lebenslangen Alimenten verurteilt.
1822 begann Schopenhauer eine Italienreise.
Das Haus existiert nicht mehr.

### 1825 bis 1831
Ab April 1825 lebte Schopenhauer wieder in Berlin und setzte seine Universitätskarriere fort.

#### Leipziger Straße 78
Er wohnte (1822 oder 1825?) in einer Wohnung in der Leipziger Straße 78.
Das Haus gibt es nicht mehr.

#### Behrenstraße 70
Vom 24. November 1828 und dem 15. Mai 1829 ist die Adresse Behrenstraße 70 bekannt.
In dem Haus eröffnete Mathilde Rohr 1833 einen literarischen Salon, den 1852 Theodor Fontane besuchte. Danach ging das Haus in den Besitz des Kultusministeriums über und wurde um 1890 durch einen Neubau ersetzt. Dieser wurde um 1944/45 zerstört.

#### Dorotheenstraße 30
Wahrscheinlich von 1829 bis 1830 lebte Schopenhauer in der Dorotheenstraße 30 (heute Nr. 90).
Das Gebäude wurde um 1890 durch ein neues ersetzt.

#### Französische Straße 17
Die letzte Wohnung in Berlin war in der Französischen Straße 17.
Von dort zog Schopenhauer 1831 wegen der drohenden Choleraepidemie nach Frankfurt am Main.

## Rudolstadt
Im Juni 1813 quartierte sich Schopenhauer im Gasthof „Zum Ritter“ in Rudolstadt ein, einem der modernsten Gasthäuser Thüringens in seiner Zeit. Er fand dort Ruhe vor den Kriegswirren der Umgebung.
Schopenhauer verfasste seine Dissertation Über die vierfache Wurzel des Satzes vom zureichenden Grunde. Dabei genoss er die Umgebung bei ausgedehnten Spaziergängen.
Er hinterließ an einem Fenster seines Zimmers in der zweiten Etage die Worte Arth. Schopenhauer majorem anni 1813 partem in hoc conclave degit. Laudaturque domus, longos quae prospicit agros. [Arthur Schopenhauer verbrachte den größten Teil des Jahres 1813 in diesem Konklave. Gelobt sei das Haus, das auf weite Felder blickt], die vierzig Jahre später von einem Gast entdeckt wurden.
Im Oktober reichte er die Arbeit an der Universität Jena ein und kehrte im November nach Weimar zurück.
Der Gasthof „Zum Ritter“ wurde 2003 abgerissen.

## Dresden

### Erste Kurzaufenthalte
Im Jahr 1804 besuchte der 16-jährige Arthur Schopenhauer erstmals die Elbestadt Dresden auf der Rückreise von Frankreich mit den Eltern.
Im Mai 1813 weilte er hier einige Tage nach seiner Flucht aus Berlin und fuhr dann weiter nach Weimar.

### 1814 bis 1818

#### Große Meißnische Gasse 35

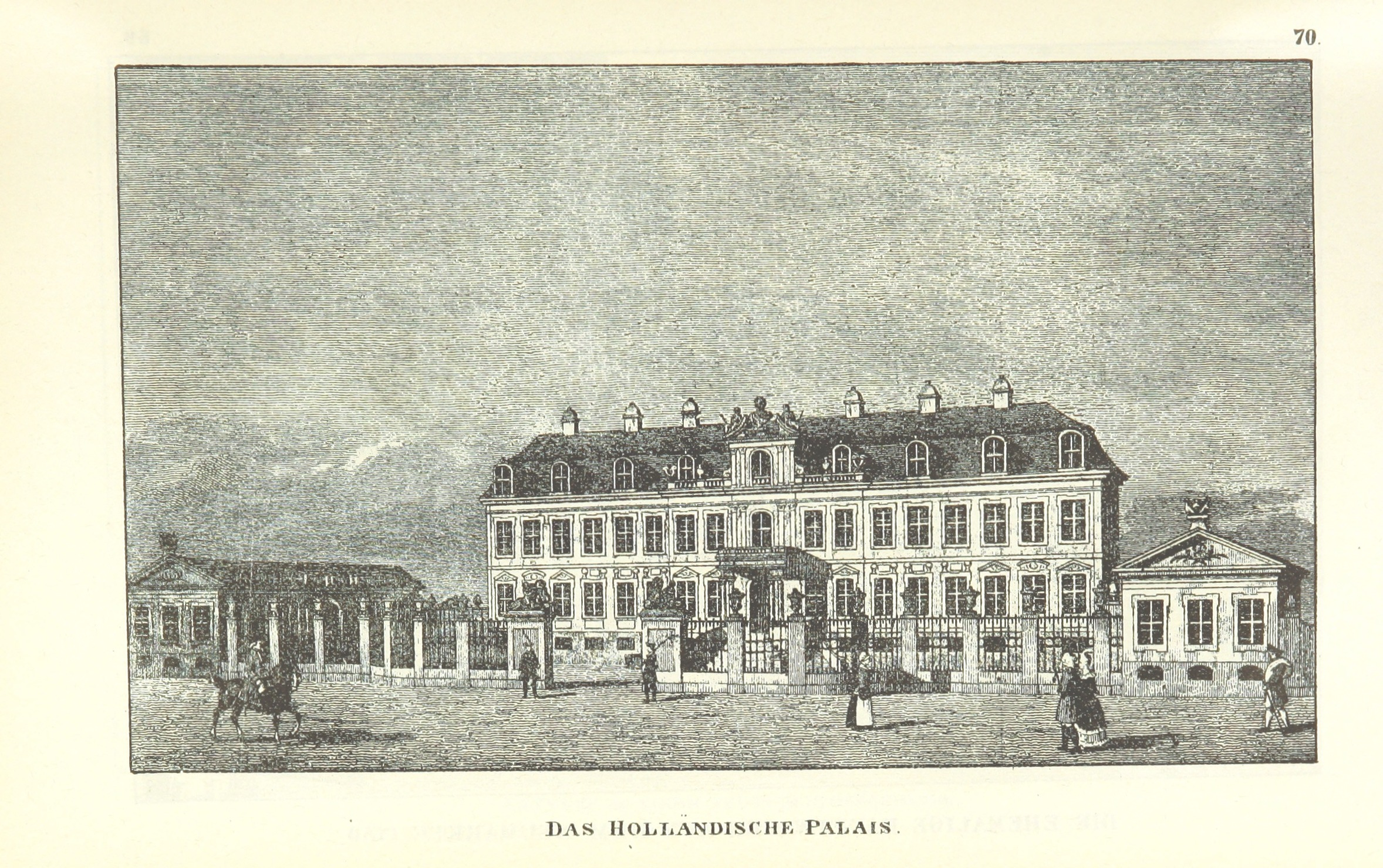
Japanisches Palais

Ab April 1814 lebte Arthur Schopenhauer in Dresden. Er wohnte im Haus des Philosophen Karl Christian Friedrich Krause in der Großen Meißnischen Gasse 35 III (später Kaiser-Wilhelm-Platz 6) in der Neustadt. Das Haus lag in unmittelbarer Nähe des Japanischen Palais, in dem sich unter anderem die  asiatische Abteilung der kurfürstlichen Bibliothek (mit dem Indienschrank) befand, die Schopenhauer häufig nutzte.
Er hatte Kontakt zu Literatenkreisen um die damals bekannten Autoren Friedrich Gustav Schilling, Carl Heun und Friedrich August Schulze. Schopenhauer besuchte deren Veranstaltungen, mied aber intensivere Beziehungen.
1816 veröffentlichte er die Schrift Über das Sehn zu einer eigenen Farbenlehre.
Das Haus wurde 1945 zerstört.

#### Ostra-Allee 897

Die Welt als Wille und Vorstellung

Etwa 1816 bezog Schopenhauer ein Gartenhaus in der Ostra-Allee 897 (später andere Nummerierung), das in einer ruhigen und reizvollen landschaftlichen Umgebung lag. Die Postadresse blieb die Große Meißnische Gasse, wo er sich möglicherweise auch weiterhin zeitweilig aufhielt.
Dort beendete Arthur Schopenhauer einen Großteil seines Hauptwerkes Die Welt als Wille und Vorstellung, das er 1818 in den Druck gab. Dabei hatte er intensive Gespräche mit Karl Christian Friedrich Krause.
1818 begab Schopenhauer sich auf eine Italienreise, von der er im folgenden Jahr kurz in die Ostra-Allee zurückkehrte und dann weiter nach Weimar und Berlin zog.

### 1824 bis 1825
Von September 1824 bis Mai 1825 lebte Schopenhauer noch einmal in Dresden. Im Mai des folgenden Jahres zog er dann wieder nach Berlin.

## Italien

### 1818 bis 1819
Im Herbst 1818 reiste Arthur Schopenhauer nach Italien. In Venedig lernte er Teresa Fuga kennen. Weitere Stationen waren Bologna, Florenz und Rom, wo er den Winter verbrachte, dann Paestum, Neapel und schließlich Mailand. Dort erreichte ihn im Juni die Nachricht vom Zusammenbruch des Handelshauses A. L. Muhl & Co., was ihn zur sofortigen Rückreise nach Dresden und Weimar veranlasste.

### 1822 bis 1823
Im Herbst 1822 reiste Schopenhauer ein weiteres Mal nach Italien. Er besuchte Mailand, Venedig und Florenz und zog 1823 nach München.

## München
Im Juni 1823 zog Arthur Schopenhauer nach München. Dort litt er unter Depressionen und körperlichen Leiden, sein rechtes Ohr ertaubte fast vollständig. Er hatte in dieser Zeit fast keine Kontakte in der Stadt. 1824 fuhr er zur Kur nach Wildbad (heute Bad Gastein).
Im Juni desselben Jahres besuchte er verschiedene Städte (Mannheim) und zog im September noch einmal in das geliebte Dresden.

## Mannheim
Ab Juli 1833 lebte Arthur Schopenhauer in Mannheim. Eine Wohnung befand sich unter der Adresse C 2, 9.
Er besuchte öfter die Harmonische Gesellschaft und andere kulturelle Angebote und kaufte sich einen neuen Pudel.
Im Juni 1833 entschied er sich, doch wieder zurück nach Frankfurt zu ziehen.

## Frankfurt am Main

### 1831 bis 1832

#### Alte Schlesingergasse

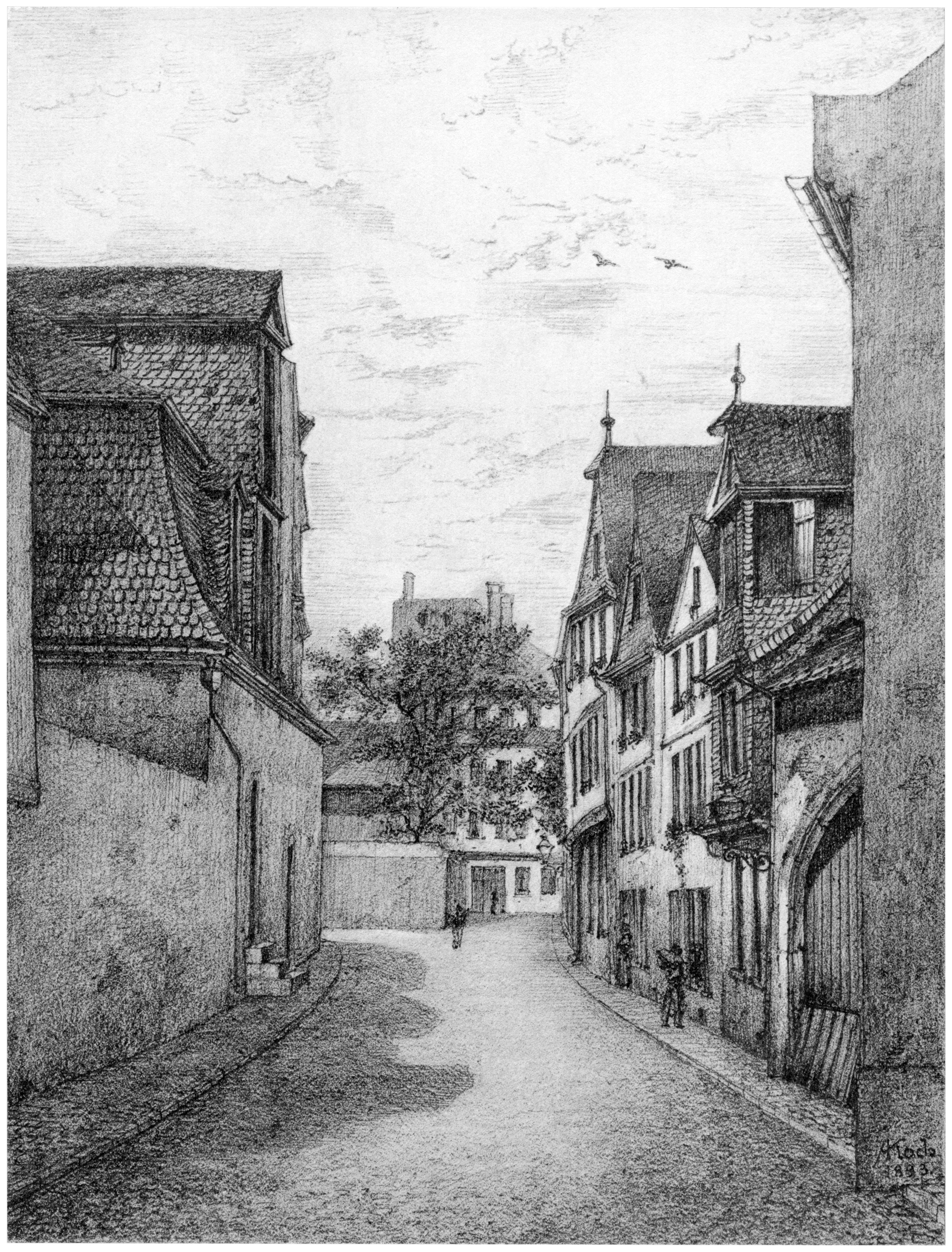
Alte Schlesingergasse, Zeichnung von 1893

Ende August 1831 übersiedelte Schopenhauer wegen der in Berlin ausgebrochenen Cholera-Epidemie nach Frankfurt am Main, das als cholerasicher galt. Er wohnte zunächst in der Alten Schlesingergasse, die Hausnummer wahrscheinlich Nr. 16/18. Im Winter erlebte er mehrere Monate schwerer Depressionen und entschloss sich, nach Mannheim zu ziehen.

### 1833 bis 1860
Ab Juni 1833 lebte Schopenhauer wieder in der alten Wohnung in der Alten Schlesingergasse.

„Gesundes Klima. Schöne Gegend. Annehmlichkeiten großer Städte. Abwechslung großer Städte. Besseres Lesezimmer. Das Naturhistorische Museum. Besseres Schauspiel, Oper und Concerte. Mehr Engländer. Bessere Kaffeehäuser. Kein schlechtes Wasser. Die Senckenbergische Bibliothek. Keine Überschwemmungen. Weniger beobachtet. Die Freundlichkeit des Platzes und seiner ganzen Umgebung. Du bist uneingeschränkter und weniger mit Gesellschaft behelligt, die der Zufall, nicht deine Wahl dir gibt, und hast die Freiheit, dir missliebigen Umgang abzuschneiden und zu meiden. Ein geschickter Zahnarzt und weniger schlechte Ärzte. Keine so unerträgliche Hitze im Sommer. Das Physikalische Kabinett.“

 hatte er für sich als Gründe notiert.
Hier verfasste er Über den Willen in der Natur. Arthur Schopenhauer mied in dieser Zeit intensive persönliche Kontakte und war häufig auf langen Spaziergängen mit seinem Pudel.
Die Straße und das umliegende Viertel wurden bei den Luftangriffen 1944 zerstört und nicht wieder aufgebaut. 1969 bis 1971 entstand auf dem Gelände das 93 Meter hohe Deutsche Bank IBCF. Es wurde 2018 für das neue Hochhausquartier Four abgerissen.

#### Saalgasse 23
Danach wohnte er möglicherweise eine Zeitlang in der Saalgasse 23.

#### Am Schneidwall 10
1836 übersiedelte Schopenhauer in das Haus Am Schneidwall 10 (später Untermainkai 2). Dort verfasste er die Schrift Über die Freiheit des menschlichen Willens, die 1839 in Oslo preisgekrönt wurde.
Über seine Mitbürger notierte er 1838: Für die Frankfurter ist Frankfurt die Welt. Es ist eine kleine, steife, innerlich rohe, Municipal-aufgeblasene, bauernstolze Abderiten-Nation, der ich mich nicht gerne nähere.

#### Neue Mainzer Straße 10
Im April 1840 richtete sich Arthur Schopenhauer erstmals eine Wohnung mit eigenen Möbeln in der Neuen Mainzer Straße 10 ein. In dieser Zeit beendete er den zweiten Teil seines Hauptwerks Die Welt als Wille und Vorstellung.

#### Schöne Aussicht 17
Am 1. März 1843 bezog Schopenhauer im klassizistischen Wohnhaus Schöne Aussicht 17, an der Ecke zur Fahrgasse, eine Mietwohnung im Parterre. Dort entstand die Schrift Parerga und Paralipomena, die sich 1851 zu seinem einzigen Bestseller zu Lebzeiten entwickelte.
Er wurde zu einer Berühmtheit in der Stadt, allerdings ohne Ehrungen und offizielle Anerkennung, da er im persönlichen Umgang sehr schroff blieb und viele Mitbürger abstieß.
Es hatte sich trotzdem ein kleiner Kreis von Anhängern (Jüngern) gesammelt, zu denen er intensivere Kontakte pflegte. Zu diesen gehörten der philosophische Schriftsteller Julius Frauenstädt, der Autor Georg Römer und der Jurist Wilhelm Gwinner, der später sein Testamentsvollstrecker und erster Biograph wurde.
Im Sommer 1859 kam es zu einem Streit mit seinem Vermieter wegen des Pudels Butz (Atman) und Arthur Schopenhauer zog in das Nachbarhaus.
Das Haus wurde 1916 im Adressbuch als Schopenhauerhaus bezeichnet, wurde jedoch 1944 zerstört.

#### Schöne Aussicht 16
Im Sommer 1859 zog Arthur Schopenhauer mit seiner Haushälterin Margarethe Schnepper und dem Pudel in das benachbarte Haus: Sie wißen, ich wohne jetzt im Wertheimber'schen Hause No. 16, parterre, Rechts, Glasthür, stark schellen.
Die Nachbarin Lucia Franz-Schneider verfasste dort detaillierte Beschreibungen seines Alltags und seiner Gewohnheiten.
Am 21. September 1860 starb Arthur Schopenhauer auf dem Sofa seiner Wohnung.
Das 1805 von Stadtbaumeister Johann Georg Christian Hess für den Bankier Wolf Zacharias Wertheimber errichtete Haus galt als ein Hauptwerk des bürgerlichen Klassizismus in Frankfurt. Nach Schopenhauers Tod wohnten hier weitere Frankfurter Gelehrte, darunter Tycho Mommsen, Johannes Janssen und der Architekt Ernst Hiller. Nach dem Einzug des Kunsthistorikers Fried Lübbecke 1917 setzte sich wahrscheinlich langsam der Name Schopenhauerhaus durch, der zuvor eher mit dem Nachbarhaus verbunden war. Beide Gebäude wurden beim Luftangriff am 22. März 1944 zerstört und nicht wiederaufgebaut.
An der Stelle der Schönen Aussicht 16/17 wurde das Haus Schopenhauer - Hotel My Main, Frankfurt, Anfang des 21. Jahrhunderts erbaut-

## Gedenkorte

### Gedenk- und Forschungsstätten
Es gibt derzeit kein Museum über Arthur Schopenhauer, ebenso nicht über seine Mutter Johanna Schopenhauer.
- Schopenhauer-Archivzentrum, an der Universitätsbibliothek Frankfurt, mit Nachlass[29]
- Schopenhauer-Forschungsstelle, am Philosophischen Seminar der Universität Mainz

### Denkmäler und Skulpturen

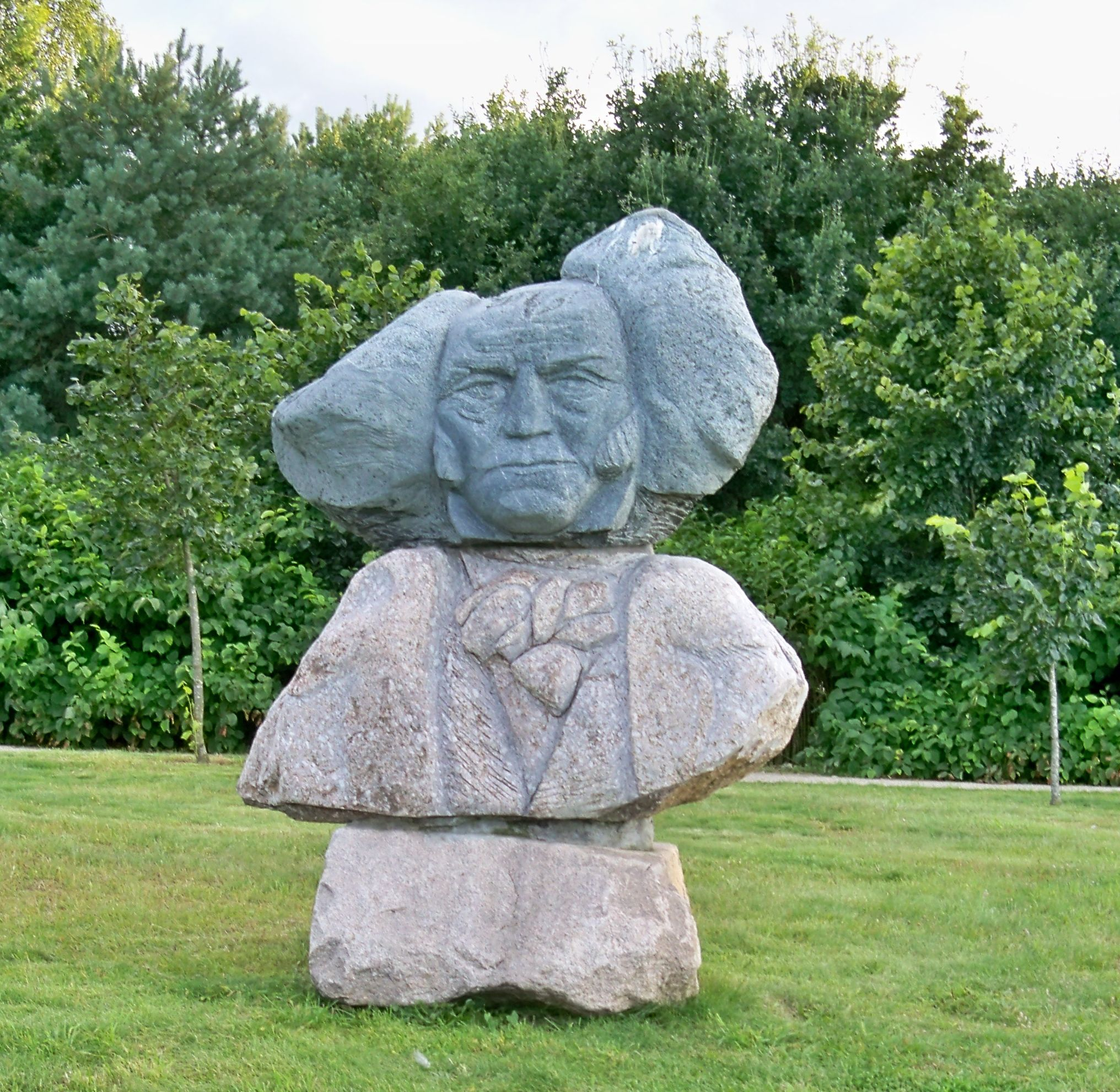
Skulptur in Danzig

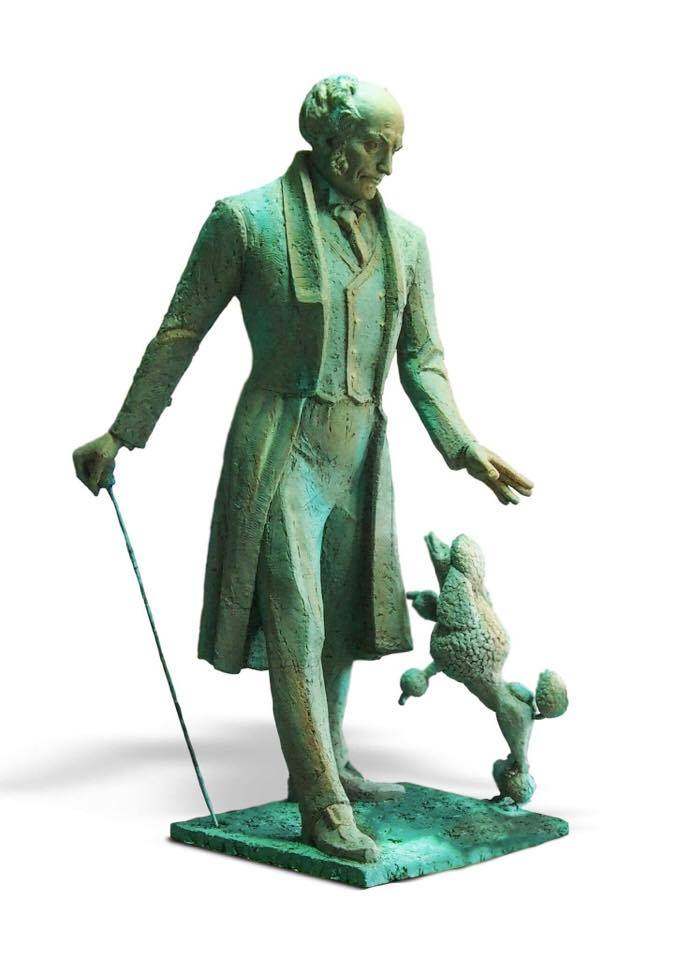
Schopenhauer mit Pudel

- Büste Arthur Schopenhauer, 1859, Elisabeth Ney, Marmor, nach lebendem Modell
- Büste Arthur Schopenhauer, 1895, Friedrich Schierholz, Bronze, Frankfurt am Main, 1952 restauriert[30]
- Skulptur Arthur Schopenhauer, 2008, Bolesław Marschall, Danzig, Ronald-Reagan-Park
- Arthur Schopenhauer mit Pudel, 2014, Giennadij Jerszow, Bronze, Danzig